# Дорофеев, Пётр Иннокентьевич
Пётр Иннокентьевич Дорофеев (1905—1949) — советский горный инженер-геолог, руководитель работ по геологическому исследованию и разведке Волчанских каменноугольных месторождений, обеспечившие создание новой мощной базы энергетических углей на Среднем Урале.

## Биография
Родился 8 (21 января) 1905 года в Енисейске (ныне Красноярский край).
В 1925 году окончил геологоразведочное отделение горного факультета Сибирского технологического института (ныне Томский политехнический университет). Трудовую деятельность начал рабочим в 1923 году.
Позже — помощник заведующего, затем — заведующий Восточной геологоразведочной партии на в Шахты (1927—1928). Затем в 1929—1930 годах — шахтный геолог Анжеро-Судженского рудоуправления «Кузбассуголь», в 1930—1936 годах — старший геолог треста «Сибуголь» (Новосибирск).
В 1936—1938 годах — начальник Геологоразведочного управления, затем — главный инженер комбината «Кузбассуголь».
С 1938 году на научной работе — научный сотрудник ИГИАН. В 1938—1948 годах работал в Уральском геологическом управлении (УГЭ) на разведке угольных месторождений Южного и Среднего Урала: Косореченского и Куллярского в Челябинской области и Волчанского в Свердловской области.
В 1948—1949 — главный инженер треста «Казахуглегеология».
В 1939—1941 годах работал по совместительству в СвГИ в должности и. о. доцента кафедры полезных ископаемых, читал курс Каустобиолиты.
Руководил всеми разведочными работами Уральского геологического управления на твердые горючие ископаемые (1938—1941, 1945—1948). За время работы в Кузбассе П. Дорофеевым и под его руководством было разведано более 30 шахтных полей и заново разведаны четыре месторождения.

## Избранные научные труды
Автор и основной соавтор 10 геологических отчетов и трех публикаций по угленосным отложениям и угольным месторождениям восточного склона Урала, 22-х публикаций по угольной тематике Кузбасского угольного бассейна, в том числе монографии «Основы геологии Кузбасса» (1936).
- Угли Среднего Урала (1940)
- Угольные месторождения Среднего Урала (1942)
- Геолого-экономическая характеристика угленосных районов Урала (1942) (в соавт.)
- Отчет по работам Волчанской угольной партии за 1940—1944 гг. (1944)
- Миграция угленосных фаций Урала (1944)
- Геологическое описание и подсчет запасов угля по Волчанской угленосной депрессии
- Нижнемезозойские угольные месторождения восточного склона Среднего Урала (для монографии «Геология СССР. Том XII. Урал») (1947)
- Геология и угленосность Волчанской депрессии на Северном Урале (1948).

## Награды и премии
- Сталинская премия третьей степени (1948) — за геологические исследования и разведку Волчанских каменноугольных месторождений, обеспечившие создание новой мощной базы энергетических углей на Среднем Урале
- орден Трудового Красного Знамени (1947),
- медаль «За доблестный труд в Великой Отечественной войне 1941—1945 гг.»,
- Похвальный лист «За образцовую работу в 1943 году.» Комитета по делам геологии при СНК СССР (апрель 1944 года).